# Израильско-иорданские отношения
Израильско-иорданские отношения — двусторонние отношения между Израилем и Иорданией. Дипломатические отношения были установлены в 1994 году после подписания совместного мирного договора. Протяжённость государственной границы между странами составляет 307 км.

## История
14 мая 1948 года, за один день до окончания действия британского мандата на Палестину, Давид Бен-Гурион провозгласил создание независимого еврейского государства на территории Палестины и стал первым премьер-министром этой страны. Уже на следующий день Лига арабских государств объявила Израилю войну и сразу пять арабских государств (Сирия, Египет, Ливан, Ирак и Трансиордания) напали на новую страну, начав тем самым Первую арабо-израильскую войну. К моменту окончания боевых действий под контролем Трансиордании оставался Западный берег реки Иордан и Восточный Иерусалим. Король Трансиордании Абдалла ибн Хусейн изменил название страны на Иорданию, а в 1950 году объявил о том, что Западный берег реки Иордан является частью управляемой им страны. В июне 1967 года Иордания потерпела сокрушительное поражение в Шестидневной войне с Израилем: Западный берег реки Иордан и Восточный Иерусалим перестали быть иорданской территорией.
Иордания не смирилась с потерей Западного берега реки Иордан. В 1973 году Иордания поддержала другие арабские страны в Войне Судного дня против Израиля, однако ограничилась политическими заявлениями и отправкой экспедиционных сил в Сирию. В 1980-е годы король Иордании Хусейн ибн Талал проводил политику сотрудничества с силами Организации освобождения Палестины. Предпринимал меры, направленные на сохранение традиционных связей Иордании с Западным берегом реки Иордан: сотрудничество в банковской сфере, выплата заработной платы палестинским должностным лицам на этой территории, субсидирование палестинских фирм, предоставление правительственных гарантий частным иорданским инвесторам в экономику Западного берега реки Иордан. В 1977 году президент Египта Анвар Садат инициировал проведение переговоров с Израилем, которые привели в 1979 году к заключению Египетско-израильского мирного договора. Хусейн ибн Талал не желал следовать примеру Анвара Садата без предварительного одобрения со стороны остальных стран Арабского мира. Король Иордании полагал, что в отсутствии широкой поддержки Арабского мира, его политические переговоры с Израилем могут привезти к непредсказуемым для страны последствиям. В сентябре 1984 года премьер-министр Израиля Шимон Перес предложил королю Иордании провести прямые переговоры без участия ООП. Хусейн ибн Талал отказался от прямых переговоров, но высказал готовность контактировать с израильской стороной на международной мирной конференции в октябре 1985 года в ООН.
В 1986 и 1987 году секретные контакты между правительствами Израиля и Иордании усилились. Страны достигли договоренностей о сотрудничестве по таким вопросам, как: участие умеренных палестинских сил в мирном процессе, открытие филиалов Иорданского банка Каир-Амман на Западном берегу реки Иордан, участие Иордании в финансовых, сельскохозяйственных, образовательных и медицинских делах этой территории. В ноябре 1987 года министр иностранных дел Израиля Шимон Перес и король Иордании Хусейн подписали в Лондоне меморандум о взаимопонимании по мирному плану. Однако, по возвращении в Израиль, Шимон Перес не смог добиться поддержки по реализации положений этого меморандума в израильском правительстве. В 1991 году на Мадридской конференции состоялись двусторонние переговоры, кульминацией которых стал подписанный в 1994 году Израильско-иорданский мирный договор. С ратификацией мирного договора между странами были установлены полные дипломатические отношения. В апреле 2000 года король Иордании Абдалла II ибн Хусейн стал первым иорданским главой государства, посетившим Израиль с официальным визитом.
23 июня 2017 года иорданский рабочий привёз мебель в квартиру, в которой проживал охранник израильского посольства в Аммане. Иорданский рабочий ударил израильского охранника отверткой, после чего израильтянин открыл огонь и убил иорданского гражданина. Одновременно с этим одна из пуль попала в присутствовавшего там же хозяина квартиры, который скончался позднее. В течение суток с момента инцидента все сотрудники израильского посольства были эвакуированы и доставлены домой. Иорданские СМИ утверждают, что трагедии предшествовала ссора между мужчинами, в то время как сам израильский охранник заявил, что иорданец напал на него, узнав, что тот израильтянин и иного конфликта между ними не было. С июня 2017 года до сентября 2018 года израильское посольство в Аммане оставалось пустым и не функционировало.
В середине июня 2018 года глава израильского правительства Биньямин Нетаньяху посетил Амман с официальным визитом, в рамках которого встретился с королём Абдаллой II. На встрече обсуждались вопросы урегулирования палестино-израильского конфликта, вопросы экономического сотрудничества между Иорданией и Израилем, региональные проблемы, вопросы строительства канала между Красным и Мёртвым морем, а также возможность снятия ограничений на торговлю между Палестинской автономией и Хашимитским королевством. Премьера Нетаньяху на встрече сопровождали глава разведки «Моссад» Йоси Коэн, а иорданского монарха — министр иностранных дел королевства, директор разведывательного управления и советники по экономическим вопросам.
Амир Вайсброд, новый посол Израиля в Иордании вручил верительные грамоты королю Абдалле II в сентябре 2018 года, через 4 месяца после прибытия дипломата в Хашимитское королевство. Таким образом завершился скандал между двумя странами, когда предыдущий посол еврейского государства Эйнат Шлайн была вынуждена вернуться домой вместе со всеми сотрудниками дипломатической миссии в июне 2017 года. Через месяц в Израиль прибыл новый посол Хашимитского королевства Гасан аль-Маджали и вручил копии верительных грамот главе церемониального отдела израильского МИДа; после будет назначена церемония вручения грамот президенту Израиля.
8 октября 2018 года король Иордании Абдалла II встретился с лидером израильской оппозиции, председателем партии «Авода» Ави Габаем. Обсуждались пути мирного палестино-израильского урегулирования и региональные вопросы.
В этом же месяце стало известно о том, что Абдалла II принял решение частично аннулировать израильско-иорданский мирный договор от 1994 года и вернуть в пользование королевства два участка земли — так называемый «остров мира» в районе Нахараим, а также Мувлаат а-Цофар в пустыне Арава. Согласно договору Израиль арендовал эти два острова у Иордании на 25 лет, а затем мог продлить аренду.

## Послы

### Иордании в Израиле
- Расан Маджали стал новым послом хашимитского королевства в Израиле с октября 2018 года. Ранее он возглавлял посольство Иордании в Испании.[14]

### Израиля в Иордании
- Одед Эран — в должности с 1997 по 2000 год.
- Яаков Хадас-Хандельсман — в должности с 2003 по 2006 год.
- Даниэль Нево — в должности с августа 2009 по сентябрь 2015 года.
- Эйнат Шляйн — стала первой в истории женщиной-послом Израиля в арабской стране.[15] Она возглавляла посольство с 7 сентября 2015 года[16] до 25 июля 2017 года, когда после убийства охранником посольства в бытовой ссоре двух граждан королевства, должна была экстренно покинуть страну вместе со всем штатом дипломатической миссии.[17]
- Амир Вайссброд был назначен новым послом Израиля в Иордании в марте 2018 года после инцидента в июле 2017 года.[18]

## Торговля
В июле 1996 года состоялись первые торговые операции между Израилем и Иорданией. В 1996 году Израиль экспортировал товаров в Иорданию на сумму 9 млн долларов США, экспорт Иордании в Израиль составил сумму 5 млн долларов США. В 1996 году Израиль экспортировал товаров в Иорданию на сумму около 20 млн долларов США, экспорт Иордании в Израиль составил сумму 12,5 млн долларов США. В первой половине 1998 года товарооборот между странами составил сумму более 20 млн долларов США, продемонстрировав рост по сравнению с прошлым годом на 60 %.
В августе 2021 года прошла встреча глав министерств сельского хозяйства двух стран. Одед Форер с израильской стороны и его иорданский коллега подписали соглашение о сотрудничестве в сфере торговли с/х продукцией, инноваций в этой сфере, а также о земледелии и дистанционном зондировании, борьбе с сельскохозяйственными вредителями, болезнями кормовых животных и проч.

## Туризм
В 1997 году около 125 000 туристов из Израиля посетили Иорданию. В 1996 году около 50 000 туристов из Иордании посетили Израиль, а в 1997 году 47 000 иорданцев побывали в этой стране.